# Praia da Pedreira (Vila Franca do Campo)
A Praia da Pedreira é uma praia portuguesa, localizada na freguesia açoriana de Água de Alto, próxima à zona denominada Rocha dos Campos, à Estrada Regional de Água de Alto, município de Vila Franca do Campo, São Miguel.
Esta Praia apresenta-se dotada por um areal de areias finas cuja extensão ronda os 175 metros.
Tem um enquadramento paisagístico muito próprio devido à proximidade de arribas nas proximidades.